# Frederik Busch
Frederik Busch (* 1974 in Karlsruhe) ist ein deutscher Medienkünstler und Fotograf.

## Leben
Frederik Busch wurde 1974 in Karlsruhe geboren. Er studierte zunächst Theaterwissenschaft an der FU Berlin, danach Schauspiel an der Universität der Künste Berlin (damals HdK) und Medienkunst an der HfG Karlsruhe. 2004 erschien mit einer Fotoserie über „Schwule Skinheads“ im Magazin der Süddeutschen Zeitung seine erste größere Arbeit in den Medien. Neben weiteren Reportagen in der Süddeutschen Zeitung publizierte er in den folgenden Jahren in Magazinen wie fluter – Magazin der Bundeszentrale für politische Bildung, Neon und Vice. Seit 2019 ist Frederik Busch Vorsitzender der Jury des internationalen Fotografie-Wettbewerbs des Queerfestivals Heidelberg. Neben seinen künstlerischen und fotografischen Projekten arbeitet Busch in der Hochschul- und Jugendbildung. Von 2009 bis 2013 war er akademischer Mitarbeiter an der HfG Karlsruhe und lehrte später an der Burg Giebichenstein Kunsthochschule Halle, der Akademie der Bildenden Künste Nürnberg und der Freien Schule für Gestaltung in Hamburg; mit dem „Queerienprogramm“ initiierte er 2020 ein Ferienprogramm für queere Jugendliche in Hamburg. Er lebt und arbeitet in Hamburg.

## Werk
Gegenstand von Buschs Bildserien sind häufig Menschen, Tiere und Pflanzen, die in erschwerten Umständen leben. Die 2010 in der Süddeutschen Zeitung veröffentlichte Reportage „Die Ausputzerin“ mit Text von Kerstin Greiner und Fotos von Busch über eine selbständige Reinigungskraft, die Busch zufällig in einem Karlsruher Waschsalon kennengelernt hatte, stand auf der Shortlist des Henri Nannen Preises und gewann den Deutschen Journalistenpreis DJP sowie den Deutschen JournalistInnen Preis Emma. 2011 wurde Busch von der Abisag Tüllmann Stiftung für Künstlerischen Fotojournalismus für seine autobiografische Serie „S23“ über ein Kriseninterventionszentrum mit einer besonderen Auszeichnung geehrt.

### German Business Plants
2018 veröffentlichte Frederik Buschs sein Langzeitprojekt German Business Plants als Bildband im Kehrer Verlag. In einem Artikel der New York Times dazu erwähnte er, dass ihm die „wie Skulpturen“ wirkenden Büropflanzen zuerst 2008 bei einem kommerziellen Auftrag in Rastatt aufgefallen waren, woraufhin er begann, sie auch deutschlandweit in ihren jeweiligen Umgebungen zu fotografieren.
Das Buch wurde mit dem Deutschen Fotobuchpreis in Silber ausgezeichnet.